# Ганс Єрта
Ганс Єрта (швед. Hans Järta, 11 лютого 1774 — 6 квітня 1847) — шведський політик, чиновник, історик, науковий письменник. У молодості дотримувався радикальних ліберальних поглядів, потім перейшов на позиції поміркованого консерватизму.

## Життєпис
Ганс Єрта народився в родині дворянина, що мав звання генерал-лейтенанта, був наймолодшою дитиною в сім'ї; вже в 1777 році, за дворянськими традиціями того часу, був зарахований до Даларнського полку у званні сержанта, а через два роки був підвищений до фенріка. Однак через кілька років після народження Ганса його батько помер, залишивши сім'ю в злиднях. На прохання матері прийомним батьком Ганса став друг сім'ї Юган Бек-Фрійс, який займав пост мера міста Фалун. У 1783 році він вступив до гімназії цього міста, а в 1787 році, не закінчивши середньої освіти, вступив до Уппсальського університету, де вивчав богослов'я, філологію та історію. У 1791 році отримав вчений ступінь.
Ще в студентські роки писав анонімні антиурядові памфлети; в 1792 році був серед учасників маскараду, на якому сталося вбивство короля Густава III, у зв'язку з чим був допитаний як свідок. Протягом 1790-х років служив секретарем спочатку в Міністерстві закордонних справ, потім в Міністерстві юстиції і в Апеляційному суді Свеаланда. У 1800 році був обраний до парламенту від Норрчепінгу, ставши одним з лідерів опозиції і виступаючи за скасування особливого податку bevillningstid, що традиційно справлявся в разі дефіциту бюджету ще з XIV століття; після відмови уряду від скасування податку офіційно відмовився від дворянського титулу, тоді ж взявши прізвище Єрта.
У 1808 році Ганс Єрта приєднався до групи змовників, які планували повалення короля Густава IV, і взяв активну участь у державному перевороті 1809 року. Після перевороту брав участь в написанні нової Конституції, будучи секретарем комісії з її розробки, і деякий час займав посаду міністра торгівлі і фінансів, але в 1811 році через розбіжності з приводу війни з Англією покинув уряд.
З 1812 по 1822 роки був губернатором лена Даларна, періодичні займаючи неоплачувані посади члена різних державних комісій. В 1819 році був обраний членом Шведської академії, у 1823—1824 роках, будучи до того часу консерватором, писав для часопису «Odalmannen» сатиричні статті, що висміюювали лібералізм. З 1825 року жив в Уппсалі, де утримував літературний салон і займався історичними і правовознавчими дослідженнями. У 1828 році був обраний членом Шведської королівської академії наук. У 1836 році отримав спадщину від померлого брата, в 1837 році переїхав до Стокгольма і зайняв неоплачувану посаду національного архіваріуса, яку формально обіймав до кінця життя, хоча останні сім років тяжко хворів.
Ганс Єрта виконав велику роботу з каталогізації національних архівів; у 1840 році повернувся до Уппсалу, деякий час працював у міському архіві, але потім відійшов від архівної роботи за станом здоров'я. В останні роки життя написав біографії Карла XII Густава Кронхельма, записані під диктовку його секретарем.
Похований Ганс Єрта на старому кладовищі Уппсали.
Як історик-правознавець поділяв погляди німецької історичної школи; в 1814 році увів до філософського обігу термін «organisk stat» (органічний стан). Найбільш відомі роботи: «Om Sveriges lärowerk» (Стокгольм, 1832); «Försok att framställa Svenska lagfarenhetens utbildning». В 1882—1883 роках були опубліковані його «Valda skrifter».